# Bryli (obwód witebski)
Bryli (biał. Брылі; ros. Брыли, Bryli, pol. hist. Bryle) – wieś na Białorusi, w obwodzie witebskim, w rejonie orszańskim, w sielsowiecie Krapiuna, przy drodze republikańskiej R22.

## Historia
W XIX i w początkach XX w. położone były w Rosji, w guberni mohylewskiej, w powiecie horeckim, w gminie Puhlaje. Następnie w granicach Związku Sowieckiego. Od 1991 w niepodległej Białorusi.